# 郝錦
郝錦（？—17世紀），字絅卿，號于庵，廬州府六安州人，明朝、南明政治人物。

## 生平
郝錦在崇禎六年（1633年）中舉人，次年（1634年）流寇突襲六安，他和千總張國正誓死守城。崇禎十年（1637年），郝錦登進士，授江西豐城縣知縣。豐城是省內交付糧賦最多的縣份，他查清包攬，裁設陋習，用餘暇修繕城隍儲糧，但在本年未能取足賦稅，自署催科政拙卸任。之後他補任新建，施政一如既往，並懲治放肆的宗室；張獻忠攻打袁州、吉安，他安撫士民，連夜調派兵食應對，人心因此安穩。
弘光時，郝錦遷任福建道監察御史，上疏說：「各勳鎮在村落搜索糧食，尤其是劉澤清，掃蕩民舍最猖狂。」又請求利用官買私賂，使用盈餘協助公務，以紓解民困，又彈劾胡麒生，正直得諍臣風骨。南京失陷，他在九公山隱居，不接受清朝總督馬國柱薦任。

## 著作
有《九公山房集》、《易問》、《毛詩偶釋》、《尚書家訓》等著作。工書法，有《九公山房帖》行世。

## 引用
1. 1 2  錢海岳《南明史·卷三十三·列傳第九》：同（劉呈瑞）時臺臣畢十臣、郝錦、馮明价【玠】、姚士恒皆有聲。……錦，字絅卿，六安人。崇禎十年進士。授豐城知縣。邑賦甲江右，覈包攬，清里甲，裁陋規。調新建，嚴治宗室。張獻忠入袁、吉，屯糧治械，眾心乃固。
2. ↑  《崇祯十年丁丑科进士三代履历》：郝锦，曾祖镒，廪生，府经历；祖鸣皋，乡饮宾；父遐龄。䌹卿，书二房，癸丑十月二十九日生，六安州籍，英山县人，癸酉十八名，会一百七十二名，三甲二百三十三名，吏部观政，己卯授江西丰城知县，壬午新建知縣。
3. ↑  同治《六安州志·卷二十一·人物志》：郝錦，字綱卿，號于庵。崇楨癸酉舉於鄉，明年流寇突至，與張千兵國正等誓死守城，丁丑成進士，授江西豐城令。豐糧賦甲省，令往往坐困亦以取贏至，則覈包攬清甲，悉裁陋規，以其暇繕城隍，儲廩積後卒賴之。南部以前令南庾積逋取盈，後令因自署催科政拙去；再補新建，一如治豐時。宗室恣肆莫能繩，悉裁以法，為歛跡。獻賊震袁吉，撫軍出禦士民，夜縋眷屬出，為調兵食治守械，從容應之，眾心乃安。
4. ↑  錢海岳《南明史·卷三十三·列傳第九》：遷福建道御史，上言：「各鎮分隊村落打糧，劉澤清尤狂，掃蕩民舍幾盡。」又請官買私賂，量出剩餘助公，以佐民急。再劾胡麒生，鯁直有諍臣風。南京亡，入九公山。總督馬國柱屢薦不起，卒。
5. ↑  同治《六安州志·卷二十一·人物志》：內陞福建道監察御史，侃侃稱諍，已謝病歸，結廬九公山，不與外事；督撫馬公駐六，欲薦其才，力辭。著有《九公山房集》、《易問》、《毛詩偶釋》、《尚書家訓》；善書，有《九公山房帖》行世。